# Euphorbia neocaledonica
Euphorbia neocaledonica är en törelväxtart som beskrevs av Pierre Edmond Boissier. Euphorbia neocaledonica ingår i släktet törlar, och familjen törelväxter. Inga underarter finns listade i Catalogue of Life.